# Straßenlauf-Länderkampf der Männer 1970 Schweiz – BR Deutschland – Niederlande
| 2. Leichtathletik-Länderkampf mit bundesdeutscher Beteiligung 1970       | 2. Leichtathletik-Länderkampf mit bundesdeutscher Beteiligung 1970 |
| ------------------------------------------------------------------------ | ------------------------------------------------------------------ |
|                                                                          |                                                                    |
| Straßenlauf-Vergleich der Männer: Schweiz – BR Deutschland – Niederlande |                                                                    |
| Austragungsort                                                           | Chur                                                               |
| Wettbewerbe                                                              | 1                                                                  |
| Datum                                                                    | 27. Juni                                                           |
| 1. FRG 2. NLD 3. SUI                                                     | 8:30:59,2 h 8:39:18,4 h 8:44:33,8 h                                |
| Chronik                                                                  |                                                                    |
| ← GER-FRA-SUI Geher (M)                                                  | GER-USA LK (M) →                                                   |

Im zweiten Vergleich des Länderkampfjahres 1970 wurde der achte Straßenlauf-Länderkampf zwischen den drei Nationen Bundesrepublik Deutschland, Niederlande und der Schweiz veranstaltet. Die Begegnung wurde am 27. Juni im Schweizer Ort Chur ausgetragen. Die ersten sieben Aufeinandertreffen seit 1963, als Luxemburg als vierte Nation dabei gewesen war, hatte das bundesdeutsche Team für sich entschieden. Die Niederlande hatten von 1963 bis 1965 sowie von 1967 bis 1969 jeweils den zweiten Platz belegt.

## Wettbewerb und Modus
Wie immer in den Straßenlauf-Länderkämpfen wurde ein Rennen über dreißig Kilometer durchgeführt. Jede Nation stellte maximal sechs Läufer, von denen die fünf Besten über die Addition ihrer Zeiten gewertet wurden. Die Schweiz trat wie auch im letzten Jahr nur mit fünf Läufern an, die alle gewertet wurden.

## Ergebnis
Es gab einen bundesdeutschen Einzelsieg, die weiteren vier gewerteten bundesdeutschen Athleten belegten die Ränge vier bis sechs und fünfzehn. Das reichte, um in der Summe der Zeiten mit knapp 8 Stunden und 31 Minuten auch hier in Chur ganz vorne zu liegen. Mit einem Rückstand von mehr als neun Minuten kam die Niederlande wieder auf den zweiten Platz. Etwas mehr als fünf Minuten dahinter belegte die Schweiz wie fast immer den dritten Platz.

## Legende
Kurze Übersicht zur Bedeutung der Symbolik – so üblicherweise auch in sonstigen Veröffentlichungen verwendet:
| LK | Länderkampf |

### 30-km-Straßenlauf
| Platz | Athlet               | Land | Zeit (h)  |
| ----- | -------------------- | ---- | --------- |
| 01    | Karl-Heinz Sievers   | FRG  | 1:39:25,8 |
| 02    | Wim Hol              | NLD  | 1:39:58,0 |
| 03    | Jean-Pierre Spengler | SUI  | 1:40:31,8 |
| 04    | Hubert Riesner       | FRG  | 1:40:39,0 |
| 05    | Georg Pyttel         | FRG  | 1:40:58,0 |
| 06    | Alfons Ida           | FRG  | 1:41:21,8 |
| 07    | Bas de Bruin         | NLD  | 1:42:55,2 |
| 08    | Gijs de Bode         | NLD  | 1:44:04,0 |
| 09    | Klaas de Ruiter      | NLD  | 1:44:25,2 |
| 10    | Toni Theus           | SUI  | 1:45:10,6 |
| 11    | Alfred Berger        | SUI  | 1:45:21,0 |
| 12    | Josef Sutter         | SUI  | 1:46:21,6 |
| 13    | Alois Gwerder        | SUI  | 1:47:08,8 |
| 14    | A. Pieterse          | NLD  | 1:47:56,0 |
| 15    | Bernd Schleberger    | FRG  | 1:48:34,6 |
| 16    | Manfred Wehner       | FRG  | 1:50:18,6 |
| 17    | Rudi Mol             | NLD  | 1:57:26,6 |